# 杜导斌
杜导斌（1964年12月12日—），真名杜道宾，湖北黄陂人，中国持不同政见者。杜原系湖北应城政府工作人员，因2001年以来先后在互联网上张贴多篇文章，被中华人民共和国政府认为系采取造谣诽谤的方式煽动颠覆中国的国家政权、推翻中国的社会主义制度。2003年10月29日，被湖北孝感警察拘留，11月10日，被正式逮捕。2004年6月11日，杜被孝感市中级人民法院判以煽动颠覆国家政权罪，处有期徒刑三年，缓刑四年，剥夺政治权利二年。杜提出上诉，8月11日被湖北省高级人民法院驳回。

## 生平
1964年出生于武汉市，大专学历，1983年参加工作，先后在环保局，市政府改革办公室，医疗保险局工作，干过技术员，工程师，团书记，秘书，办公室主任兼管政工和机关，职务上多次受到省\市奖励，并立过三等功。2000年，因政治观念改变，在入党即将成为事实的情况下，撤回了申请书。2003年，市党委常委谈话提升职务，杜导斌以不赴任回应。
1989年前业余爱好写诗，在国内诗歌刊物上发表过少量诗作，政治上信仰共产主义，读过大量马克思列宁主义以及毛刘周朱邓陈薄等人文选，并系统阅读了先秦哲学文学典籍。1989年学潮时第一次对原来的信念产生怀疑，向单位里的共产党领导当面表态同情学生，反对杀人，写作大量诗歌支持民主运动，主动从事过救援因涉身学潮而成为受迫害者的活动。1997开始接触和思考民主问题，系统研读自由主义政治哲学，探索适合中国的民主之路。
2000年转向在关天茶舍等网站上连续发表时事评论，抨击中国农村税负过重，社会保障不保农民，义务教育名不副实，压制言论自由等范围广泛的社会政治问题，主张效法韩国全面取消强加在农民头上的各项税费。与王怡等人一起发起抗议信息产业部管制网络资讯流通的法规，在海外网站上大力呼吁抵制香港23条立法，声援香港市民游行示威，积极参加湖北省内的各种民间维权活动，终于被当局视为威胁因素。
2003年10月被中共以"煽动颠覆国家政权罪"拘留，旋即逮捕，2004年6月，孝感市中级法院一审以"煽动颠覆国家政权罪"判处有期徒刑三年，剥夺政治权利两年，缓刑四年。杜导斌不服判决，以无罪提起上诉，同年8月4日，湖北省高级法院二审判决维持原判。此后，杜导斌多次申诉，包括向全国人大法工委提起违宪审查控诉，但均未获回音。
中国官方媒体报道说，"杜导斌在缓刑考验期限内，据不悔罪，不服从监管，多次违反法律和执行机关的监督管理规定"。因此，湖北孝感中级法院根据执行机关提出的建议，撤销了对杜导斌的缓刑，执行原判有期徒刑三年，剥夺政治权利二年。
2011年與十數人在美國馬里蘭法院對網路大廠思科系统提出訴訟，指思科系統「在知情的情況下積極協助中國政府騷擾、逮捕、虐待中國異議人士」。电子前哨基金会聲援杜导斌，呼籲思科停止協助中國政府迫害人權。